# 居斯滕
居斯滕（德語：Güsten，發音：[ˈɡʏstn̩] ⓘ）是德国萨克森-安哈尔特州萨尔茨兰县的城市，面积36.16平方千米，2023年12月31日人口为3,962人。